# Bentorit
Bentorit (IMA-Symbol Bto) ist ein sehr selten vorkommendes Mineral aus der Mineralklasse der „Sulfate (einschließlich Selenate, Tellurate, Chromate, Molybdate und Wolframate)“ mit der idealisierten chemischen Zusammensetzung Ca6Cr2(SO4)3(OH)12·26H2O und damit chemisch gesehen ein wasserhaltiges Calcium-Chrom-Sulfat mit zusätzlichen Hydroxidionen. Bentorit ist zudem das Chrom-Analogon zu Ettringit.
Da bei natürlichen Bentoriten oft ein geringer Anteil des Chroms durch Aluminium ersetzt (substituiert) sein kann, wird die chemische Formel in verschiedenen Quellen auch als Mischformel (hier als Kristallchemische Strukturformel) mit Ca6(Cr3+,Al)2[(OH)12|(SO4)3]·26H2O angegeben.
Bentorit kristallisiert im hexagonalen Kristallsystem und entwickelt stämmige sechseckige Prismen bis etwas  0,25 mm. Typischerweise tritt er jedoch in Form von faserigen Massen, körnigen Aggregaten sowie dünnen Anflügen und Krusten auf. Das Mineral ist durchsichtig und zeigt auf den Oberflächen der leuchtend violetten Kristalle und Aggregate einen glasähnlichen Glanz. Die Strichfarbe ist allerdings nur sehr blass violett.

## Etymologie und Geschichte
Erstmals entdeckt wurde Bentorit im Hatrurim-Becken beziehungsweise der Hatrurim-Formation im regionalen Verwaltungsgebiet Tamar (auch Mo'atza Ezorit Tamar) im Südbezirk von Israel. Die Analyse und Erstbeschreibung erfolgte durch Shulamit Gross (1923–2012), die das Mineral nach dem Petrologen und Geologen Yaakov K. Ben-Tor (1910–2002) benannte, um dessen Beiträge zur Geologie und Mineralogie Israels und des Nahen Ostens zu ehren.
Gross sandte ihre Untersuchungsergebnisse und den gewählten Namen  (interne Eingangsnummer der IMA: 1979-042), die den Bentorit als eigenständige Mineralart anerkannte. Die Erstbeschreibung wurde ein Jahr später im Fachmagazin Israel Journal of Earth Science veröffentlicht.
Das Typmaterial des Minerals wird im Geologischen Museum der Hebräischen Universität Jerusalem (DGHU) unter der Inventarnummer HU 63307 und in der Mineralogischen Sammlung der Geological Survey of Israel (GSI) unter den Inventarnummern SG 644, SG 645, SG 647 und SG 652 (beide in Jerusalem) aufbewahrt.

## Klassifikation
Da der Bentorit erst 1979 als eigenständiges Mineral anerkannt wurde, ist er in der letztmalig 1977 überarbeiteten 8. Auflage der Mineralsystematik nach Strunz noch nicht verzeichnet.
In der zuletzt 2018 überarbeiteten Lapis-Systematik nach Stefan Weiß, die formal auf der alten Systematik von Karl Hugo Strunz in der 8. Auflage basiert, erhielt das Mineral die System- und Mineralnummer VI/D.13-020. Dies entspricht der Klasse der „Sulfate, Chromate, Molybdate und Wolframate“ und dort der Abteilung „Wasserhaltige Sulfate, mit fremden Anionen“, wo Bentorit zusammen mit Buryatit, Carrarait, Charlesit, Ettringit, Hielscherit, Jouravskit, Kottenheimit, Sturmanit, Tatarinovit und Thaumasit die „Ettringitgruppe“ mit der Systemnummer VI/D.13 bildet.
Die von der International Mineralogical Association (IMA) zuletzt 2009 aktualisierte 9. Auflage der Strunz’schen Mineralsystematik ordnet den Bentorit in die Klasse der „Sulfate (Selenate, Tellurate, Chromate, Molybdate und Wolframate)“ und dort in die Abteilung „Sulfate (Selenate usw.) mit zusätzlichen Anionen, mit H2O“ ein. Hier ist das Mineral in der Unterabteilung „Mit großen bis mittelgroßen Kationen; mit NO3, CO3, B(OH)4, SiO4 oder IO3“ zu finden, wo es zusammen mit Birunit, Buryatit, Carrarait, Charlesit, Ettringit, Jouravskit, Sturmanit und Thaumasit die „Ettringitgruppe“ mit der Systemnummer 7.DG.15 bildet.
In der vorwiegend im englischen Sprachraum gebräuchlichen Systematik der Minerale nach Dana hat Bentorit die System- und Mineralnummer 31.10.02.02. Das entspricht der Klasse der „Sulfate, Chromate und Molybdate“ und dort der Abteilung „Wasserhaltige Sulfate mit Hydroxyl oder Halogen“. Hier findet er sich innerhalb der Unterabteilung „Verschiedene wasserhaltige Sulfate mit Hydroxyl oder Halogen“ in einer unbenannten Gruppe mit der Systemnummer 31.10.02, in der auch Ettringit und Buryatit eingeordnet sind.

## Kristallstruktur
Bentorit kristallisiert in der hexagonalen Raumgruppe P63/mmc (Raumgruppen-Nr. 194) mit den Gitterparametern a = 22,35 Å und c = 21,41 Å sowie 8 Formeleinheiten pro Elementarzelle.

## Bildung und Fundorte
Bentorit bildet sich in Hydrothermal-Adern bei niedrigen Temperaturen in schwarzem Calcit-Spurrit-Marmor. Außer Calcit und Spurrit können als weitere Begleitminerale unter anderem noch Brownmillerit, verschiedene Chlorite, Jennit, Mayenit, Melnikovit, Thaumasit, Tobermorit, Truscottit und Vaterit auftreten.
Von dem extrem seltenen Mineral sind außer der Hatrurim-Formation als Typlokalität bisher nur noch der Steinbruch Arad nahe der gleichnamigen Stadt im Südbezirk von Israel sowie Nabi Musa und Maʿale Adummim in Palästina als Fundorte bekannt (Stand 2025).